# Халасле

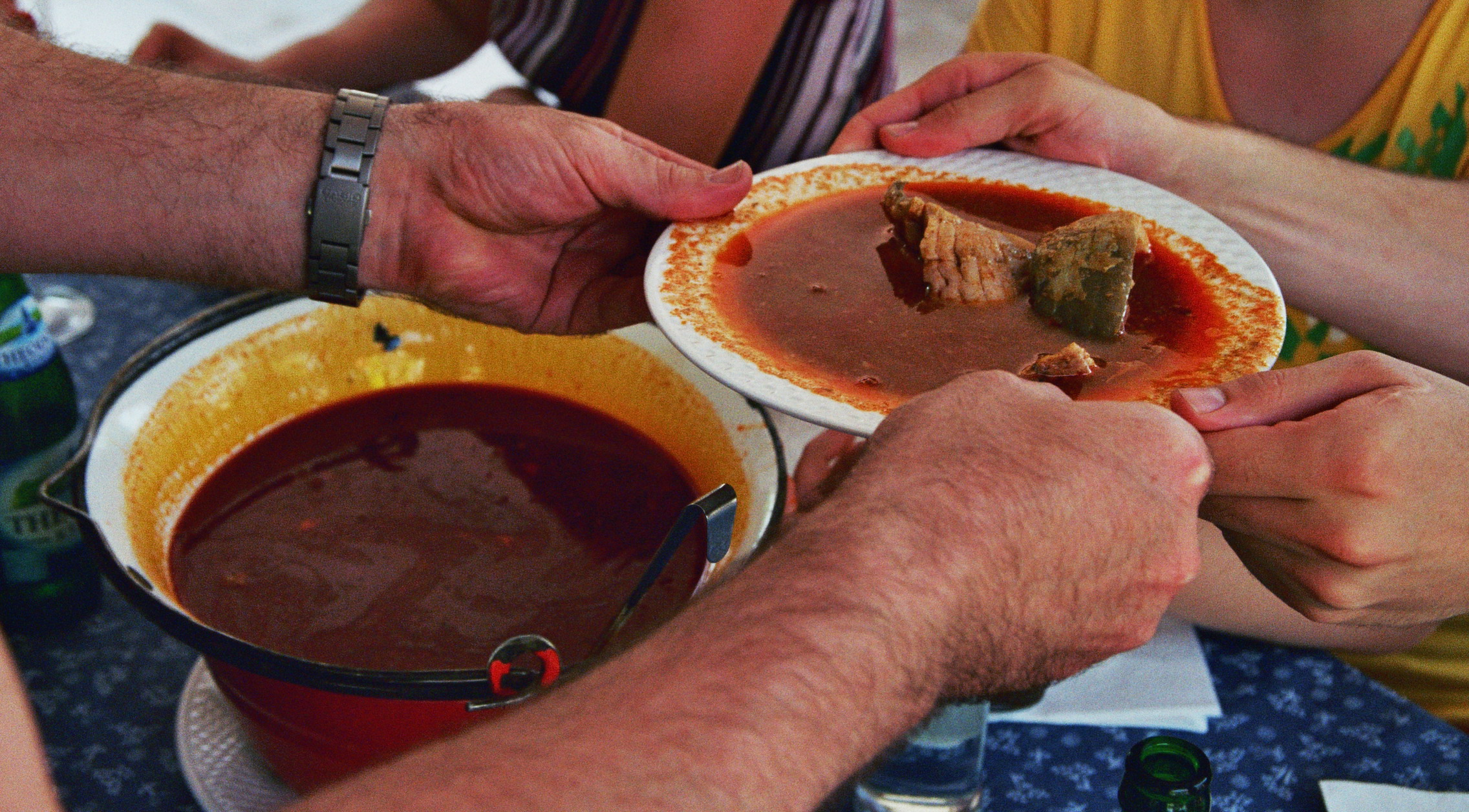
Халасле

Хала́сле (венг. halászlé, от венг. halász — «рыбак» и венг. lé — «бульон», «сок») — традиционная венгерская уха из разных сортов рыб с красным сладким перцем. Также именуется рыбным паприкашем. Халасле обычно готовят на открытом воздухе в котле над костром.
Для приготовления халасле мелко рубленый репчатый лук и нарезанную на мелкие кусочки рыбу или рыбную мелочь быстро пассеруют с красным перцем на свином жиру, затем заливают водой (томатным соком) и варят до тех пор, пока рыба совсем не разварится. После этого суп пропускают через сито. Затем туда добавляют крупные куски рыбы (карп, сом, щука) и варят её до готовности. Суп халасле подают в горшочках с белым хлебом.